# Christopher Smith (director)
Christopher Smith (nascut l'1 de juliol de 1972) és un director de cinema i guionista britànic. Les seves quatre obres més destacades són Creep, Severance,  Triangle i Black Death.

## Filmografia
Curtmetratge
| Any  | Títol                      | Director | Guionista |
| ---- | -------------------------- | -------- | --------- |
| 1997 | The 10000th Day            | Sí       | Sí        |
| 1998 | The Day Grandad Went Blind | Sí       | Sí        |

Llargmetratges
| Any  | Títol         | Director | Guionista |
| ---- | ------------- | -------- | --------- |
| 2004 | Creep         | Sí       | Sí        |
| 2006 | Severance     | Sí       | Sí        |
| 2009 | Triangle      | Sí       | Sí        |
| 2010 | Black Death   | Sí       | No        |
| 2014 | Get Santa     | Sí       | Sí        |
| 2016 | Detour        | Sí       | Sí        |
| 2020 | The Banishing | Sí       | No        |
| 2023 | Consecration  | Sí       | Sí        |

Televisió
| Any  | Títol      | Notes                         |
| ---- | ---------- | ----------------------------- |
| 2012 | Labyrinth  | 2-part miniseries             |
| 2020 | Alex Rider | Episodis "Secrets" i "Escape" |